# نيكولا سترامبلي
نيكولا سترمبلي (بالإيطالية: Nicola Strambelli) (6 سبتمبر 1988 بباري في إيطاليا - ) هو لاعب كرة قدم إيطالي في مركز الوسط. لعب مع نادي باري وFC Matera ‏ وسورينتو كالتشيو ‏ وSS Monopoli 1966 ‏ وإيه إس نويكاتارو وFidelis Andria 2018 ‏ ونادي تارانتو 1927.

## وصلات خارجية
- نيكولا سترامبلي على موقع قاعدة بيانات كرة القدم.إي يو (الإنجليزية)